# Partidul România în Acțiune
Partidul România în Acțiune este un partid politic de centru , care consideră că România se poate reconstrui de jos în sus, din fiecare comunitate locală . 
Partidul România în Acțiune are aproape 50 de aleși locali,  inclusiv un primar, în comuna Balta Doamnei, județul Prahova. 
Partidul România în Acțiune a susținut candidatura lui Mircea Geoană pentru funcția de președinte al României la alegerile din 2024.

## Membri de seamă
- Mihai Apostolache — Conferențiar Universitar Doctor la Universitatea Petrol și Gaze (UPG) din Ploiești, Președinte al partidului România în Acțiune și candidat la Camera Deputaților în circumscripția Prahova
- Sanda Nicola — fostă jurnalistă, purtătoare de cuvânt a campaniei lui Mircea Geoană, candidată la Camera Deputaților în circumscripția București
- Gabriela Ciot — profesor la Facultatea de Studii Europene a UBB, fost secretar de stat în Ministerul Afacerilor Externe, și candidat la Camera Deputaților în circumscripția Cluj
- Marius Lazăr — fost președinte al Partidului Verzilor (2022-2024), candidat la Camera Deputaților în circumscripția Sibiu
- Alin Ignat — actual deputat (din 2022, ales pe lista PNL ) și candidat la Camera Deputaților în circumscripția Alba
- Mihaela Popa — profesoară, fost europarlamentar între 2007 și 2008, fost senator PNL (2008-2016), fost secretar de stat în Ministerul Educației și candidat la Camera Deputaților în circumscripția Iași
- David Gheorghe — profesor universitar la Universitatea de Științe Agricole și Medicină Veterinară din Banat (USAMVB), fost senator între 2004 și 2012, și candidat la Camera Deputaților în circumscripția Timiș